# Messalina
Valeria Messalina, scrisă uneori Messallina, (c. 17/20–48) a fost cea de-a treia soție a împăratului roman Claudius. Ea a fost verișoara paternă a împăratului Nero, verișoara de gradul 2 a împăratului Caligula și strănepoata împăratului Augustus. O femeie puternică și influentă cu o reputație de promiscuitate, ea ar fi conspirat împotriva soțului ei și a fost executată după descoperirea complotului. Reputația ei notorie se datorează, fără îndoială, unui părtiniri politice a cronicarilor, dar operele literare și de artă au perpetuat-o în vremurile moderne.

## Primii ani

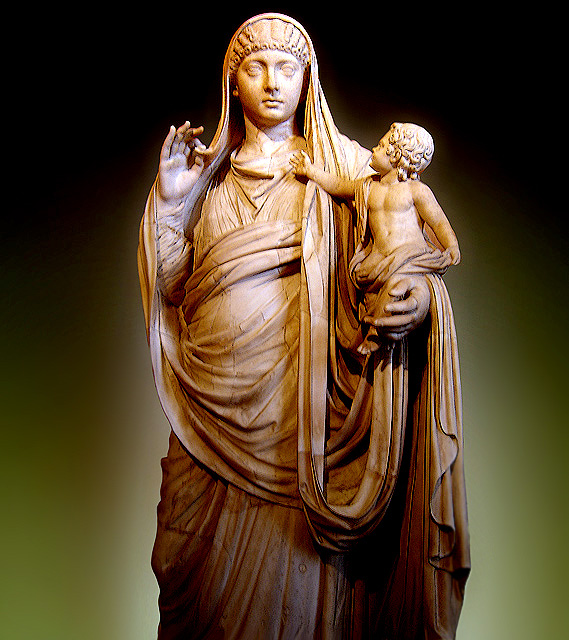
Messalina ținându-l în brațe pe fiul ei, Britannicus, Luvru

Messalina a fost fiica Domitiei Lepida cea Tânără și a verișorului ei primar Marcus Valerius Messalla Barbatus. Mama ei era fiica cea mai mică a consulului Lucius Domitius Ahenobarbus și a Antoniei Maior. Fratele mamei ei, Gnaeus Domitius Ahenobarbus, a fost primul soț al viitoarei împărătese Agrippina cea Tânără și tatăl biologic al viitorului împărat Nero, ceea ce-l face pe Nero verișor primar al Messalinei, în ciuda unei diferențe de vârstă de șaptesprezece ani. Bunicile Messalinei Claudia Marcella și Antonia Major au fost surori vitrege. Claudia Marcella, bunica paternă a Messalinei, a fost fiica surorii lui Augustus, Octavia cea Tânără, prin căsătoria ei cu Gaius Claudius Marcellus Minor. Antonia Major,bunica maternă a Messalinei, a fost fiica cea mare a Octaviei prin căsătoria ei cu Marc Antoniu, și a fost mătușa maternă a lui Claudius. A existat, prin urmare, o cantitate mare de consangvinizare în familie.
Se cunosc puține informații despre viața Messalinei înainte de căsătoria ei în 38 cu Claudius, verișorul ei primar care avea pe atunci vârsta de 48 de ani. Din unirea lor s-au născut doi copii: o fiică, Claudia Octavia (născută în 39 sau 40), viitoare împărăteasă, sora vitregă și prima soție a împăratului Nero, și un fiu, Britannicus. Atunci când împăratul Caligula a fost ucis în anul 41, Garda Pretoriană l-a proclamat pe Claudius noul împărat, iar Messalina a devenit împărăteasă.

## Reputație
Odată cu ascensiunea la putere, Messalina a intrat în istorie printr-o reputație de femeie crudă, prădătoare și nesățioasă sexual. Soțul ei este reprezentat ca un om condus cu ușurință de ea și necunoscător a numeroaselor ei acte de adulter. În anul 48 AD, el a plecat într-o călătorie și atunci când s-a întors a fost informat că Messalina a mers atât de departe încât s-a căsătorit cu ultimul ei amant, senatorul Gaius Silius. În timp ce mulți ar fi poruncit uciderea ei, împăratul i-a oferit o altă șansă. Văzând acest gest ca pe o slăbiciune, unul dintre ofițerii săi superiori a ordonat, fără știrea împăratului, uciderea Messalinei. La auzul veștii, împăratul nu a reacționat și a cerut pur și simplu un alt potir de vin. Senatul Roman a ordonat apoi o damnatio memoriae, astfel încât numele Messalina a fost eliminat din toate spațiile publice și private, iar toate statuile ei au fost distruse.

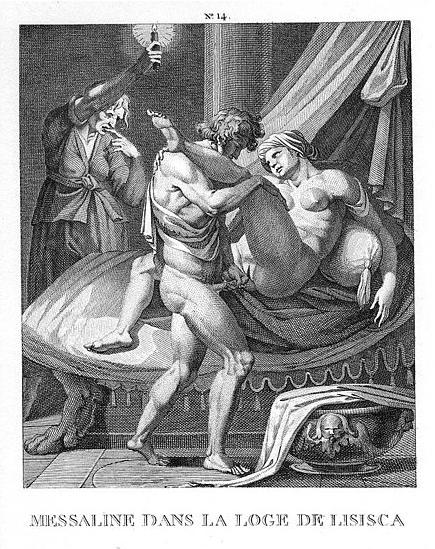
Messalina lucrând într-un bordel: gravură de Agostino Carracci, secolul al XVI-lea

Istoricii care au relatat aceste povești, în principal Tacit și Suetoniu, au scris la 70 de ani după aceste evenimente într-un mediu ostil liniei imperiale căreia îi aparținea Messalina. Istoria lui Suetoniu este în mare măsură o bârfă fără vreun fundament real. Tacit pretindea că transmite ceea ce a auzit și a fost scris de înaintașii săi, fără a numi alte surse decât memoriile Agrippinei cea Tânără, care a fost preocupată să-i înlocuiască pe copiii Messalinei în succesiunea la tronul imperial și a fost, prin urmare, deosebit de interesată de ponegrirea numelui predecesoarei ei. S-a susținut că ceea ce este considerat a fi istorie este în mare măsură un rezultat al sancțiunilor politice care au urmat morții ei.
Acuzațiile de exces sexual au reprezentat o tactică încercată de distrugere a reputației ei și rezultatul unei ostilități motivate politic. Două relatări au contribuit în mod special la formarea notorietății ei. Una este povestea unui competiții sexuale timp de o noapte întreagă cu o prostituată în Cartea a X a lucrării Naturalis Historia a lui Plinius cel Bătrân, potrivit căreia concursul a durat 24 de ore și Messalina a câștigat, având 25 de parteneri. Poetul Iuvenal oferă o descriere la fel de bine cunoscută în satira a V-a a modului în care împărăteasa obișnuia să lucreze clandestin toată noaptea într-un bordel sub numele de Lupoaica. El face aluzie, de asemenea, la povestea despre cum ea l-a obligat pe Gaius Silius să divorțeze de soția lui și să se căsătorească cu ea în Satira a X-a.

## Messalina în arte

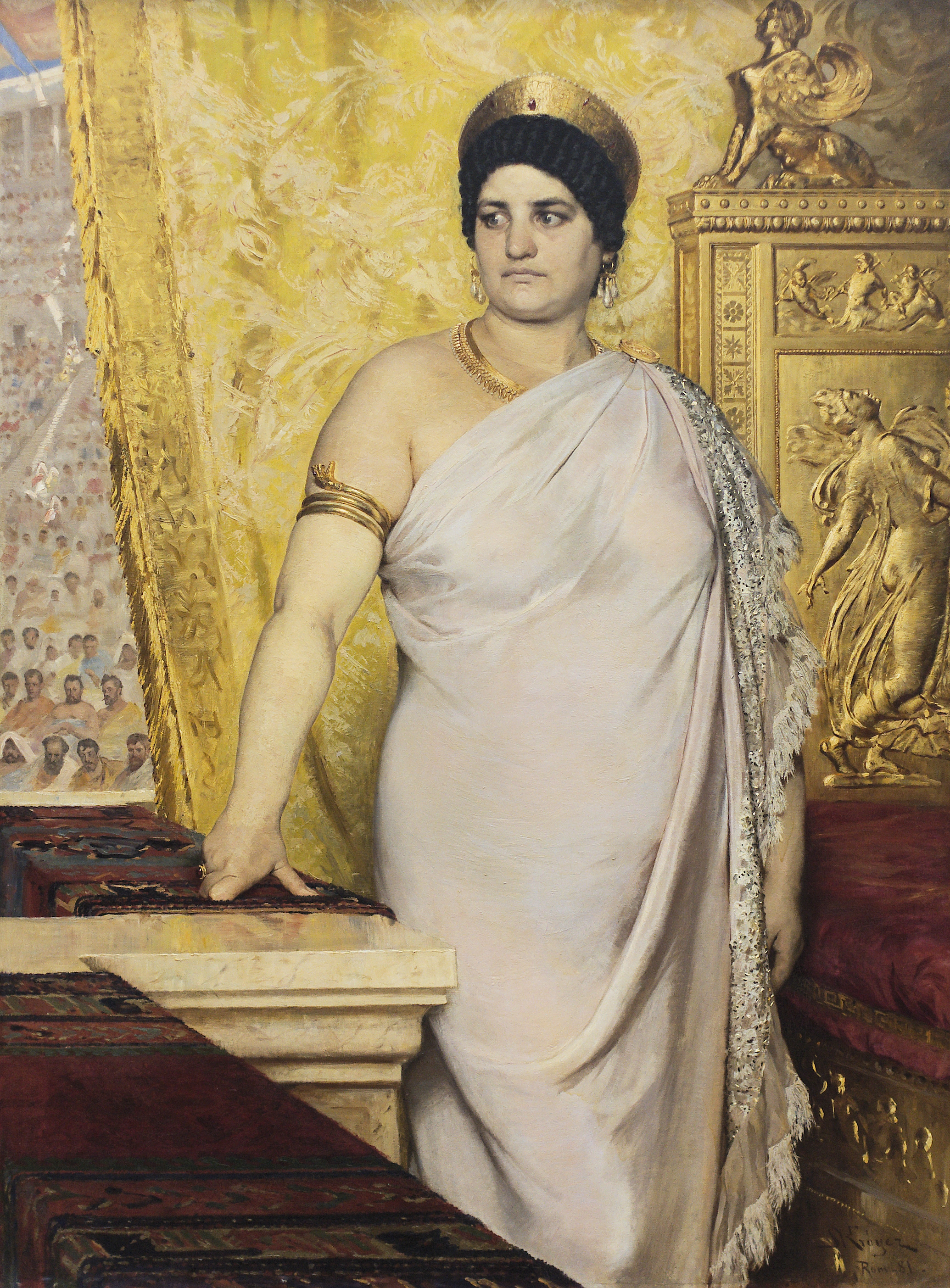
Peder Severin Krøyer, Messalina, 1881, Muzeul de Artă din Göteborg

A denumi o femeie cu apelativul Messalina indică o personalitate nesinceră și nesățioasă sexual. Figura istorică și soarta ei au fost adesea folosite în artă pentru a crea o antiteză a comportamentului moral, dar a existat adesea o fascinație lascivă față de comportamentul ei libertin în plan sexual. În timpurile moderne, aceasta a dus la realizarea unor lucrări exagerate care au fost descrise ca descrieri ale unor orgii.
Atitudinea ambivalentă față de Messalina poate fi observată în cartea franceză în proză de la sfârșitul epocii medievale aflată în Muzeul J. Paul Getty ilustrată de Maestrul lui Boucicaut, Tiberius, Messalina și Caligula făcându-și reproșuri unul altuia în mijlocul flăcărilor. Ea prezintă un dialog care are loc în iad între cele trei personaje din aceeași linie imperială. Messalina câștigă dezbaterea, demonstrând că păcatele lor au fost mult mai rele decât ale ei și sugerându-le să se pocăiască de propria lor răutate înainte de a-i face ei vreun reproș.
În timp ce comportamentul nelegiuit al Messalinei față de ceilalți este accentuat și chiar exagerate în operele artistice timpurii, activitățile sale sexuale au fost tratate cu mai multă înțelegere. În ilustrațiile din 1524 a 16 poziții sexuale cunoscute ca I Modi, fiecare a fost numită după un cuplu din mitologia sau istoria clasică, fiind inclusă o ilustrație denumită „Messalina în camera Lisiscăi”. Deși primele ediții au fost distruse de cenzura religioasă, copiile ulterioare ale lui Agostino Caracci au supraviețuit (vezi mai sus).

### Picturile și sculpturile ulterioare
Alți artiști reprezintă scene de desfrâu sau, precum italianul A. Pigma în When Claudius is away, Messalina will play (1911), indiciul că va urma curând așa ceva. Ceea ce avea să urmeze este reprezentat de Federico Faruffini în Orgiile Messalinei (1867–1868). O reprezentare mai intimă este realizată de Joaquín Sorolla y Bastida în Messalina în brațele gladiatorului (1886). Imaginea din pictură are loc într-un spațiu interior, cu împărăteasa șezând cu sânii goi pe genunchii unui gladiator gol.
Relatarea de către Iuvenal a nopților petrecute în bordel este portretizată de obicei. Gustave Moreau a pictat-o conducând un bărbat către pat în timp ce o prostituată epuizată doarme în fundal, în timp ce în pictura lui Paul Rouffio din 1875 ea se înclină cu sânii goi către o sclavă ce-i oferă struguri. Danezul Peder Severin Krøyer a reprezentat-o în picioare cu un corp aparent gol sub materialul subțire al rochiei ei. Rândul clienților ei este abia vizibil în spatele draperiei în spatele căreia stă (vezi mai sus). Două desene realizate de Aubrey Beardsley au fost realizate pentru o ediție privată a satirelor lui Iuvenal (1897). Cel intitulat Messalina și însoțitorul ei o prezintă pe drumul spre bordel, în timp ce un desen refuzat este intitulat, de obicei, Messalina întorcându-se de la baie.
Alternativ, artiștii au fost atrași de relatarea lui Plinius a concursului sexual. Brazilianul Henrique Bernardelli (1857-1936) o arată întinsă pe pat, în momentul de epuizare de după aceea. Astfel procedează Eugène Cyrille Brunet în sculptura sa dramatică din marmură, datând din 1884 (vezi mai sus), în timp ce statuia în picioare din 1912 a cehului Jan Štursa o arată ținând o ultima piesă de îmbrăcăminte la început.

### Filme și televiziune
Messalina a fost portretizată de multe ori în filme și filme sau seriale de televiziune, fiind interpretată de următoarele actrițe:
- Maria Caserini în filmul mut italian Messalina (1910), regizat de Enrico Guazzoni.
- Rina De Liguoro în filmul mut italian Messalina (1924), cu titlul alternativ Căderea unei împărătese,[25] regizat de Enrico Guazzoni. O versiune cut dublată cu dialog a fost lansată în 1935.
- Merle Oberon în filmul nefinalizat I, Claudius (1937), regizat de Josef von Sternberg.
- María Félix în filmul italian Messalina (1951), regizat de Carmine Gallone. Acesta a purtat, de asemenea, titlurile Împărăteasa Romei[26] și Aventurile Messalinei.[27]
- Ludmilla Dudarova într-un flashback din Nerone e Messalina, (Italia, 1953), care a avut titlul în limba engleză Nero and the Burning of Rome.
- Susan Hayward în filmul epic biblic Demetrius și gladiatorii (1954), o poveste în întregime fictivă în care Messalina își ia în public un rămas bun plin de pocăință de la iubitul ei gladiator creștin Demetrius și ia locul pe tron, alături de soțul ei, noul împărat Claudius.[28]
- Belinda Lee în filmul Messalina venere imperatrice (1960).
- Lisa Gastoni în filmul italian L'ultimo gladiatore, intitulat, de asemenea, intitulat Messalina vs. Fiul lui Hercule (1964), în regia lui Umberto Lenzi.
- Nicola Pagett în serialul televiziunii ITV serie de televiziune The Caesars (1968). Serialul este cunoscut pentru reprezentarea istorică exactă a istoriei și personajelor romane, inclusiv un portret mai puțin senzaționalist al Messalinei.
- Sheila White în serialul BBC I, Claudius (1976).
- Anneka Di Lorenzo în filmul Caligula (1979) și în comedia Messalina, Messalina (1977), care a folosit o mare parte a aceluiași set de decoruri ca filmul Caligula, filmat anterior, dar lansat mai târziu.[29] Un titlu european alternativ pentru producția din 1977 a fost Messalina, Empress and Whore.[30]
- Betty Roland în filmul franco-italian Caligula și Messalina (1981), în regia lui Bruno Matei.
- Raquel Evans în comedia spaniolă Bacanales Romanas (1982), cunoscută, de asemenea, sub numele de My Nights with Messalina.[31] Filmul a fost regizat de Jaime J. Puig.
- Jennifer O'Neill în serialul TV AD (1985).
- Kelly Trump în filmul pentru adulți Messalina (1996), regizat de Joe D'Amato.
- Sonia Aquino în filmul de televiziune Imperium: Nero (2004).
- Tabea Tarbiat în filmul Nymphomaniac Volumul II (2014), regizat de Lars von Trier.

### Romane
O ficțiune timpurie referitoare la împărăteasă,  La Messalina de Francesco Pona, a apărut la Veneția în 1633. Aceasta a reușit să combine un înalt grad de erotism, cu o demonstrație a modului în care comportamentul privat are un efect profund asupra afacerilor publice. Cu toate acestea, un pasaj precum 
Messalina, zvârcolindu-se din cauza frământărilor produse de gândurile ei, nu dormea noaptea; și dacă dormea, Morpheus se culca pe partea ei, excitând-o, îmbrăcând și dezbrăcând o mie de imagini pe care fanteziile ei sexuale din timpul zilei i le sugeraseră
contribuie la explicarea faptului pentru care romanul a fost odată una dintre cele mai populare și cele mai frecvent interzise cărți ale secolului, în ciuda pretențiilor sale morale.
Un punct de vedere similar cu privire la efectul catastrofal al sexualității a fost prezentat de Gregorio Leti în pamfletul politic, The amours of Messalina, late queen of Albion, in which are briefly couch'd secrets of the imposture of the Cambrion prince, the Gothick league, and other court intrigues of the four last years reign, not yet made publick (1689). Acesta era o altă satiră la adresa reginei Mary de Modena din familia Stuart, camuflată în spatele personajului Messalina.

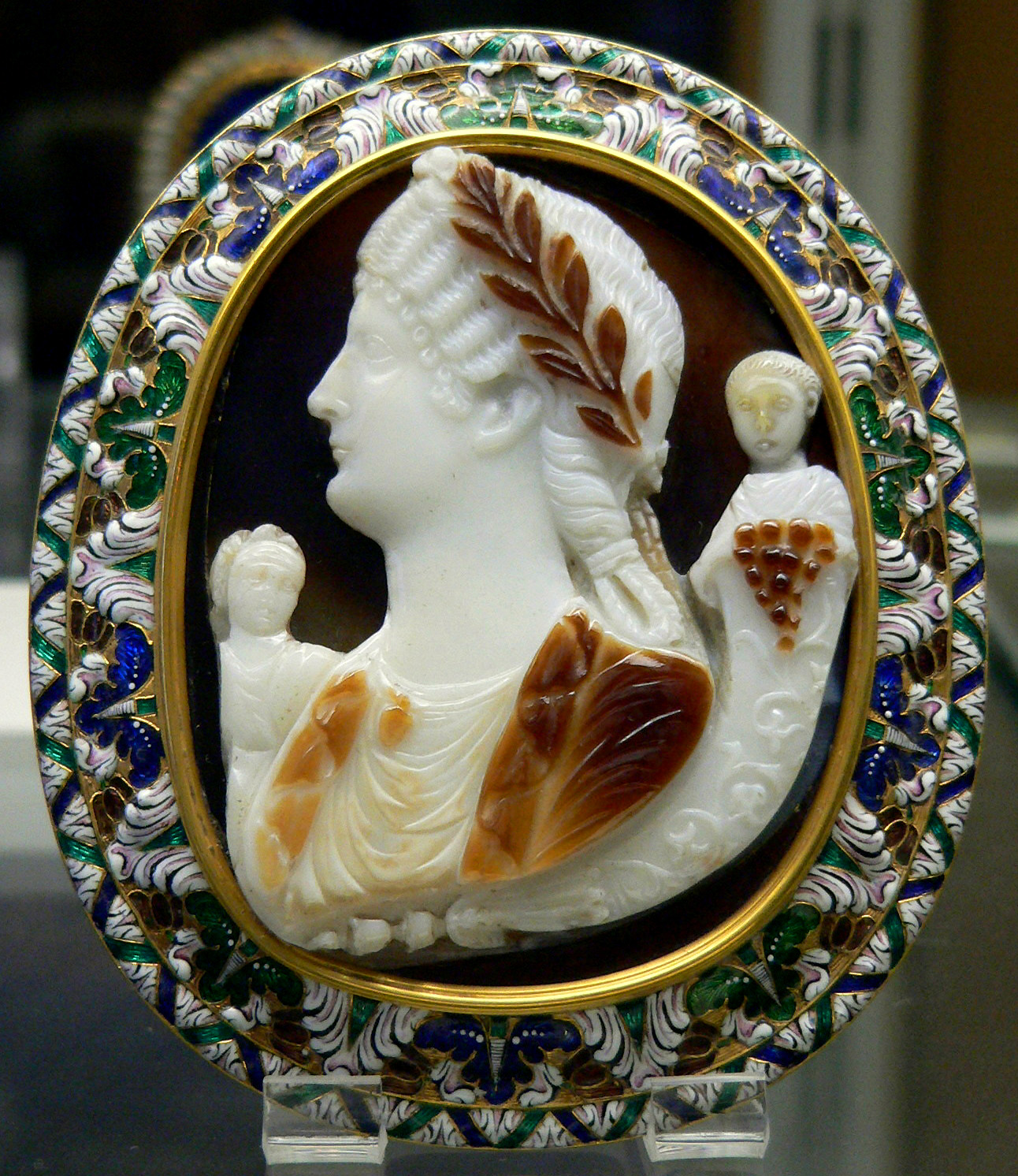
O reprezentare în aur emailat a Messalinei și a copiilor ei, datând din secolul al XVI-lea

În Franța secolului al XIX-lea, povestea Messalinei a fost supusă unei transformări literare. În romanul La femme de Claude (Soția lui Claude, 1873) al lui Alexandre Dumas fiul, eroul este Claude Ruper, o întruchipare a conștiinței patriotice franceze după înfrângerea Franței în Războiul Franco-Prusac. În schimb, soția lui, Césarine, (forma feminină a numelui Cezar) este o creatură total coruptă la toate nivelurile, care vinde lucrările soțului ei la inamici și este în cele din urmă împușcat de el. Romanul patafizic Messaline (1901) al lui Alfred Jarry (intitulat Grădina lui Priapus în traducerea engleză a lui Louis Colman), deși se inspiră ușor din relatările istorice, este în principal produsul imaginației fanteziste și extravagante a autorului și a fost comparat cu tratamentul temelor clasice de către artiștii mișcării Art Nouveau.
O prezentare anterioară a relației Messalinei cu Gaius Silius și moartea ei ulterioară apare în povestea fictivă inclusă în volumul Sejanus And Other Roman Tales (1839) al autorului american Edward Maturin. Dar rolul pe care îl joacă în romanele I, Claudius, și Claudius the God (1934-1935) ale lui Robert Graves este mai bine cunoscut. În acestea ea este portretizată ca o adolescentă la momentul căsătoriei ei, dar creditată cu toate actele imorale menționate în sursele antice. O încercare de a crea un film inspirat din acele romane a eșuat în 1937, dar ele au fost adaptate într-un serial de televiziune de mare succes din 1976.
Reprezentări mai senzaționaliste apar în Messalina, the wickedest woman in Rome (1924) de Vivian Crockett  și Messalina: a novel of imperial Rome (1959) de Jack Oleck. Romanul lui Oleck a avut mai multe ediții și i s-a alăturat mai târziu The Pagan Empress (1964) de  Kevin Matthews. Ambele au fost incluse în genul „toga porno”. Mai recent, a apărut în 2002 romanul german , Messalina, die lasterhafte Kaiserin (Împărăteasa fără principii) de Siegfried Obermeier.